# Wapen van Dijkbestuur Waterland

Wapen van het Dijkbestuur Waterland

Het wapen van het Dijkbestuur van Waterland werd op 11 maart 1818 in gebruik bevestigd door de Hoge Raad van Adel. Het wapen is een van de wapens waarop de Waterlandse zwaan afgebeeld staat. In 1981 is het Dijkbestuur van Waterland opgegaan in het waterschap De Waterlanden waardoor het wapen buiten gebruik werd genomen. Van dit wapen is de zwaan, zonder pijlenbundel, overgenomen in het wapen van De Waterlanden.

## Blazoenering
De blazoenering van het wapen luidt als volgt:
Gefasceerd van drie stukken; het bovenste van keel, het 2e een synopel terras, het 3e water; een zwaan van zilver houdende in zijn poot een bundel pijlen, brocherende over de 2 bovenste gedeelten van het schild.
Het wapen bestaat uit drie delen, in feite zijn het drie dwarsbalken. Het bovenste is geheel rood van kleur, het middelste is groen en het onderste deel stelt water voor. De zwaan is brocherend over de twee bovenliggende delen geplaatst, deze staat dus geheel boven op de andere twee stukken. De zwaan is volledig van zilver en houdt in zijn rechterpoot een gouden pijlenbundel vast. De beschrijving stelt overigens dat de zwaan van zilver is, maar op de originele tekening is deze van natuurlijke kleur weergegeven: dus gekleurde poten en snavel.

## Symboliek
De zwaan is de Waterlandse zwaan, symbool voor de regio Waterland en de negen belangrijkste plaatsen in de regio. Het wapen komt dan ook vaker voor in de regio Waterland. In oudere versies van het wapen van het dijkbestuur had de zwaan echter niet de pijlen vast. Waarom zij in het door de Hoge Raad van Adel toegekende wapen wel zijn opgenomen is niet bekend.

## Overeenkomstige wapens
De volgende wapens hebben de Waterlandse zwaan op het schild staan:

Het wapen van Broek in Waterland
Het wapen van Buiksloot
Het wapen van Landsmeer
Het wapen van Nieuwendam
Het wapen van Ransdorp
Wapen van de gemeente Waterland
Wapen van het waterschap De Waterlanden